# Notholaena jacalensis
Notholaena jacalensis är en kantbräkenväxtart som beskrevs av Pray. Notholaena jacalensis ingår i släktet Notholaena och familjen Pteridaceae. Inga underarter finns listade.